# Fubar
Fubar ist ein Wort aus dem anglo-amerikanischen Sprachraum, mit dem zum Beispiel schlimme Situationen, verheerende Unfälle, schreckliche Verletzungen oder auch weniger schlimme, negative Entwicklungen beschrieben werden. Seine Herkunft kann nicht genau bestimmt werden; das Wort ist vermutlich ein Akronym für fucked up beyond all recognition (engl., wörtlich „bis zur Unkenntlichkeit verstümmelt/versaut“, im Sinne von „vermasselt bis jenseits aller Wiedererkennbarkeit“).

## Wortherkunft
Eine häufige Erklärung des Wortes ist die Herleitung aus der Zeit des Zweiten Weltkriegs. Dort wurde fubar von Soldaten der US Army als Akronym für fucked up beyond all recognition (dt. „bis zur Unkenntlichkeit verstümmelt“) verwendet, was daher besonders auf Kriegsverletzungen zutraf. Eine andere Erklärung ist fucked up beyond all repair, was sich mit „völlig hinüber“ übersetzen lässt und eine Verspottung des offiziellen militärischen Ausdrucks damaged beyond repair für einen wirtschaftlichen Totalschaden darstellt. Dieser Ausdruck könnte sich sowohl auf Maschinen, Flug- und Fahrzeuge als auch auf gescheiterte Liebesbeziehungen anwenden lassen.
Ebenso zutreffend ist mit der Übersetzung recognition = Anerkennung die Bedeutung, eine für Frontsoldaten aussichtslos erscheinende Kampfhandlung oder erlittene Katastrophe ohne Hilfe oder Anerkennung höherer Militärinstanzen überstanden zu haben.
Da fuck(ed) ein vulgärerer Ausdruck ist, wird das Wort manchmal gegen fouled ausgetauscht, sowie all gegen any. Es gibt zudem viele weitere Beispiele für passende Ersetzungen der Wörter, diese sind jedoch offensichtlich alle später entstanden.
Manche Quellen vermuten, fubar leite sich vom deutschen Begriff „furchtbar“ ab. Demnach hätten die amerikanischen Soldaten im Zweiten Weltkrieg Probleme mit der Aussprache des „rcht“ gehabt und daraus sei diese abgemilderte Form der Aussprache entstanden. Andere Quellen halten dies wiederum für eine Pseudoetymologie, da es frühere Belege für die Existenz des Wortes foo gibt und dieses als Ursprung für foobar gelten könne. Es ist aber auch vorstellbar, dass der Ursprung des Wortes aus dem französischen Fauxpas stammt.

### Foo
Bereits in den 1930er Jahren erscheint „Foo“, im Comic Smokey Stover von Bill Holman, häufig auf Nummernschildern oder in Dialogen. Holman hat es angeblich auf einer chinesischen Porzellanfigur gefunden als 福 (chin. fú, „Glück“ oder „Glückseligkeit“). Die Rezeption durch das Publikum wurde wahrscheinlich durch die bestehenden Wörter fool (dt.: „Dummkopf“) und feh (jiddischer Ausruf des Abscheus) erleichtert.
Im Cartoon „The Daffy Doc“, dem Vorgänger von Daffy Duck, von Warner Brothers aus dem Jahr 1938 hält die Ente ein Schild mit der Aufschrift „SILENCE IS FOO!“. Auch kamen die Wörter Foo und Bar in dem Comic Pogo von Walt Kelly vor.
Foo findet sich zudem in dem Begriff Foo-Fighter, ebenfalls aus dem Zweiten Weltkrieg, der für von Piloten gesichtete, unbekannte Erscheinungen stand. Der Ausdruck findet sich in der kontemporären Popkultur als Name der amerikanischen Rock-Band Foo Fighters.
Des Weiteren war Foo angeblich ein von britischen Soldaten für Graffiti benutztes Wort. Wo die britischen Truppen abrückten, blieb oft ein Foo was here (engl. für „Foo war hier“) zurück. Forward Observation Officer (engl., Artilleriebeobachter) wird als daraus entstandenes Backronym angesehen.
Fast vierzig Jahre später  zitiert Paul Dickson in seinem Buch Words eine nicht weiter benannte, britische Marinezeitschrift, die 1946 folgendes schrieb:

“Mr. Foo is a mysterious Second World War product, gifted with bitter omniscience and sarcasm.”

„Herr Foo ist ein geheimnisvolles Produkt des Zweiten Weltkrieges, gesegnet mit bitterer Allwissenheit und Sarkasmus.“

## Foo, Bar und Fubar im späteren Gebrauch

### „Nicht mehr zu gebrauchen“
Fubar kann etwas Unkenntliches, Unbrauchbares oder sogar Ekelhaftes bezeichnen. Insbesondere dann, wenn dieser Zustand durch eine Manipulation entstanden ist, also durch einen Vorgang, der etwas an sich Brauchbares zerstört oder entstellt hat. Als Beispiel können durch Unfälle oder Missbrauch zerstörte Maschinen dienen. Auch Projekte, die durch eifrigen, aber planlosen Einsatz unfähiger Personen verschlimmbessert werden, bis sie schließlich nur noch unbrauchbare Ergebnisse liefern.

### Foo im IT-Umfeld
In der Informationstechnik werden die Begriffe foo, bar und foobar auch als Platzhalter und Beispielnamen (Metasyntaktische Variablen) für Routinen, Funktionen, Prozesse, Variablennamen etc. verwendet. Wenn in einem Beispiel drei Platzhalternamen benötigt werden, wählt man hierfür oft foo, bar, baz.
Auch der Name des Freeware-Audio-Players foobar2000 basiert auf den Platzhaltern „foo“ und „bar“.

## Beispiele von Fubar in Film und Fernsehen
- In The Three Brothers (1944) hieß ein Charakter Fubar. Dieser hatte zwei Brüder, Private Snafu und Tarfu.
- In Over the Top (1987) trägt ein sehr animalisch und ungepflegt aussehender Teilnehmer namens John „Grizzly“ ein Muskelshirt mit der Bezeichnung „F.U.B.A.R.“
- In Tango und Cash (1989) – mit Sylvester Stallone und Kurt Russell in den Hauptrollen – wird der Ausdruck ebenfalls benutzt: beide sind im Gefängnis, wobei sich ihnen eine Fluchtmöglichkeit bietet, der beide nicht trauen, und diese zwar als „Fubar“ bezeichnen, aber trotzdem nutzen. In der deutschen Synchronisation allerdings wird der Ausdruck „Fubak“ verwendet für „furchtbar böse den Arsch voll kriegen“.
- In Mr. Bill (1994) wird der Ausdruck von den Rekruten – die am Unterricht von Bill Rago teilnehmen – laufend benutzt.
- In Der Soldat James Ryan (1998) zieht sich der Begriff durch mehrere Szenen des Films. Die Rettungsmission wird von einigen Soldaten für Fubar gehalten. Ein belesener Soldat versucht, die Bedeutung des Begriffs zu erfragen. Eine Antwort dafür war: „Da musst du die Deutschen fragen“, was von den Autoren als eine Rückführung auf die deutschen Ausdrücke „Pfui-bah“ oder „furchtbar“ gemeint sein kann. Außerdem wird in einem ausführlichen Dialog zwischen den Soldaten der Absturz eines Flugzeugs und der damit verbundene Tod zahlreicher Männer als Beispiel für Fubar angeführt. Gegen Ende des Filmes – kurz bevor es zur Verteidigung einer Brücke kommt – wird in der Tat „fucked up beyond all recognition“ als Erklärung des Wortes verwendet.
- In der Miniserie Band of Brothers – Wir waren wie Brüder (2001) bringen die Soldaten ihr Entsetzen in einigen Episoden mit Fubar zum Ausdruck.
- Fubar ist der Titel einer 2002 erschienenen kanadischen Mockumentary.
- Der Begriff Fubar wird auch von Stephen King in den Romanen Dreamcatcher (2003) und Die Arena (2009) verwendet.
- In 28 Weeks Later (2007) hat das US-Militär – nach einem außer Kontrolle geratenen Virusausbruch – die Order zur vollständigen Vernichtung. Die Soldaten sollen alles erschießen, was sich bewegt, wobei sie versehentlich auch auf Kameraden schießen. Dabei äußert einer der Soldaten den Begriff.
- In The Deep Blue Sea (2012) wird Fubar ebenfalls als „fucked up beyond all recognition“ als Erklärung verwendet.
- In der dritten Episode der zweiten Staffel der Fernsehserie Fargo fällt der Begriff ohne Erklärung, lediglich mit Bezug auf das Militär, im ersten Gespräch der auf die Morde angesetzten Polizisten.
- Fubar ist der Titel einer Netflix-Serie mit Arnold Schwarzenegger (2023)

## Ableitungen
- Fubar fand als Failed UniBus Address Register Eingang in die Rechnerarchitektur VAX.